# Tecktonik
Tecktonik (vaak ook afgekort als TCK) is een in het begin van de 21e eeuw opgekomen dansstijl uit Frankrijk. Deze kleding- en dansstijl richt zich voornamelijk tot de muziekstijl electro, maar verder ook op jump en hardstyle. Tecktonik is dus niet de naam van de muziekstijl. Tecktonik is een geregistreerd merknaam. Het bedrijf levert producten waaronder kleding, cd's en energiedrank.
De aanhangers van deze muziekstroming uiten zich vaak door felgekleurde jacks en strakke spijkerbroeken te dragen, samengaand met een hip en futuristisch kapsel. Ook zijn er in de haarstijl gothic-invloeden terug te zien. Ook voor kleding haalt men inspiratie uit zowel de emo- als de new wave-muziekcultuur.

## Tecktonik in Nederland en België
In november 2007 werd Tecktonik met mate geïntroduceerd in Nederland, door de muziekvideo van Yelle met een remix van het nummer "À cause des garçons", die op de televisiezenders TMF en MTV regelmatig te zien was. Door de dominantie van het jumpen in 2007 werd de dans niet direct opgepikt, toch lijkt het begin 2008 in opkomst onder jongeren. De eerste Nederlandse Tecktonik-danser was Tecktonik-Roel die begin 2007 een filmpje op internet plaatste. Bij het Justitiepaleis in Brussel komen dagelijks honderden jongeren samen om elkaar hun nieuwste tecktonik-moves te laten zien. Ook de hippe kledingstijl bleek bij de jongeren erg in de smaak te vallen.

## Bekende nummers
Bekende voorbeelden van electro-nummers waarop Tecktonik gedanst wordt:
- Yelle - À cause des garçons (Tepr Remix)
- Mondotek - Alive
- Mondotek - D. Generation
- Heiko en Maiko - Morseton 2.0
- Lorie - Je vais vite
- Dim Chris - Sucker (officieel Tecktonik Anthem)
- Electro-Tek - Touch Me
- Dynamic rockers - I Know
- John Dahlbäck - Blink
- Swen Weber - Bassmann
- Robbie Rivera - Electro House
- Balthazar & Jackrock - Tribalero
- Maurizio Gubellini - Tumble